# Municipio de Buck Prairie
El municipio de Buck Prairie (en inglés: Buck Prairie Township) es un municipio ubicado en el condado de Lawrence en el estado estadounidense de Misuri. En el año 2010 tenía una población de 4067 habitantes y una densidad poblacional de 39,26 personas por km².

## Geografía
El municipio de Buck Prairie se encuentra ubicado en las coordenadas 36°59′48″N 93°38′43″O / 36.99667, -93.64528. Según la Oficina del Censo de los Estados Unidos, el municipio tiene una superficie total de 103.59 km², de la cual 103,4 km² corresponden a tierra firme y (0,18 %) 0,18 km² es agua.

## Demografía
Según el censo de 2010, había 4067 personas residiendo en el municipio de Buck Prairie. La densidad de población era de 39,26 hab./km². De los 4067 habitantes, el municipio de Buck Prairie estaba compuesto por el 96,16 % blancos, el 0,02 % eran afroamericanos, el 0,39 % eran amerindios, el 0,37 % eran asiáticos, el 0,84 % eran de otras razas y el 2,21 % eran de una mezcla de razas. Del total de la población el 2,26 % eran hispanos o latinos de cualquier raza.